# Carlo Mazzantini
 Carlo Mazzantini (Reconquista, Argentina, 1895 -  Turín, Italia, 1971) fue un filósofo y profesor universitario argentino, que desarrolló toda su carrera en Italia.
Enseñó en Cagliari, Génova y luego en Turín. Seguidor de Martin Heidegger, dedicó extensos estudios sobre la relación entre Benedetto Croce y Giovanni Gentile. Fue miembro correspondiente, desde 1953, de la "Academia de Ciencias de Turín".

## Principales obras
- La esperanza en la inmortalidad, Turín, Paravia, 1923.
- La lucha por la evidencia. Los estudios de la metafísica y la epistemología, Roma, Studium, 1929.
- El problema de las verdades necesarias y una síntesis a priori de Kant, Turín, Edizioni de L'erma, 1935.
- Filosofía perenne y personalidad filosófica, Padova, Cedam, 1942.
- El Tiempo. Estudio filosófico, Como, E. Cavalleri, 1942.
- La filosofía en filosofar humano. Historia del pensamiento antiguo, Turín; Roma, Marietti, 1949.
- Filosofía e historia de la filosofía, Firenze, [s.n.], 1955.
- El problema filosófico del libre albedrío en las controversias teológicas del siglo XIII, Turín, S. Gheroni, 1962
- La filosofía de Escoto Eriúgena G., historia curso de filosofía medieval, Turín, Tirrenia, 1964.
- La ética de Kant y Schopenhauer, Turín, Tirrenia, 1965.
- El tiempo y cuatro ensayos sobre Heidegger, Parma, Studium Parmense, 1969.